# Hrabstwo Jasper (Missisipi)
Hrabstwo Jasper (ang. Jasper County) – hrabstwo w stanie Missisipi w Stanach Zjednoczonych. Obszar całkowity hrabstwa obejmuje powierzchnię 677,44 mil² (1754,56 km²). Według szacunków United States Census Bureau w roku 2009 miało 17 940 mieszkańców.
Hrabstwo powstało w 1833 roku.

## Miejscowości
- Bay Springs
- Heidelberg
- Louin
- Montrose[4]

| Populacja hrabstwa w poprzednich latach | Populacja hrabstwa w poprzednich latach |
| Rok                                     | Liczba ludności                         |
| --------------------------------------- | --------------------------------------- |
| 1980                                    | 17 430                                  |
| 1990                                    | 17 114                                  |
| 2000                                    | 18 149                                  |
| 2005                                    | 18 162                                  |